# Olympische Sommerspiele 1900/Rudern – Vierer mit Steuermann
Die Ruderregatta im Vierer mit Steuermann bei den Olympischen Sommerspielen 1900 wurde am 25. vom 27. August auf der Seine ausgetragen.
Die Tatsache, dass in dieser Bootsklasse zwei Finalläufe ausgetragen wurden, ist ein Beweis für die schlechte Organisation gepaart mit mangelndem Durchsetzungsvermögen. Die Aufnahme beider Finalläufe in den Siegerlisten des IOCs ist ein Zeichen für die schwierige Aufarbeitung im Zusammenhang mit den Begleitumständen, unter denen sich die Olympischen Sommerspiele 1900 abspielten.
Von acht teilnehmenden Booten sollten sich in drei Vorläufen 4 Boote für das Finale qualifizieren, und zwar der jeweilige Sieger und der Zeitschnellste Zweite der drei Vorläufe. Im ersten Vorlauf ließ es das Boot des Ludwigshafener Rudervereins langsam angehen, da das gegnerische Boot aus Spanien kein starker Konkurrent war. Dies hatte zur Folge, dass die Boote der Union Nautique de Lyon und des RC Favorite Hammonia Hamburg in den folgenden Vorläufen, obwohl sie sich eigentlich nicht qualifiziert hatten, die Zeit der Ludwigshafener unterbieten konnten. Die Organisation beschloss daraufhin das Finale mit sechs Booten auszutragen.
Für ein Rennen mit sechs Booten war der Kurs jedoch nicht geeignet. Dies erkannten auch die Verantwortlichen und ordneten deshalb zwei Zwischenläufe mit je drei Booten an, die noch vor dem Finallauf am selben Tag ausgetragen werden sollten und von denen sich nur der Sieger für das Finale qualifizieren sollte. Hiergegen legten die vier ursprünglich qualifizierten Boote, aus Ludwigshafen, von der Germania RC Hamburg, von Minerva Amsterdam und vom Cercle de l’Aviron de Roubaix Protest ein. Die Zwischenläufe waren damit hinfällig und man nahm wieder den ersten Gedanken auf, das Finale mit sechs Booten. Mit Ausnahme von Roubaix waren die übrigen drei Protestierer auch gegen diese Anordnung. Zum ursprünglich angesetzten Finallauf erschienen deshalb nur die Boote aus Roubaix, aus Lyon und der RC Favorite aus Hamburg. Das Rennen wurde trotzdem gewertet und sollte das Endergebnis darstellen.
Es herrschte vor Ort ein allgemeines Unverständnis darüber, dass die protestierenden Mannschaften derart übergangen wurden, zumal es sich bei allen drei Booten um den jeweiligen Sieger ihrer Vorläufe handelte. Der Unmut selbst unter den französischen Beobachtern zeigte seine Wirkung, und die Organisatoren veranlassten für den folgenden Tag einen weiteren Finallauf für die drei Protestierer. Auch dieser Finallauf wurde gewertet und als gleichgestellt betrachtet, und so kam es, dass dieses Rennen mit doppelten Siegern und Platzierten in die olympische Geschichte einging.

## Ergebnisse

### Halbfinale

#### Halbfinale 1
| Rang | Nation          | Verein                              | Athleten                                                                            | Zeit       | Anm. |
| ---- | --------------- | ----------------------------------- | ----------------------------------------------------------------------------------- | ---------- | ---- |
| 1    | Deutsches Reich | Ludwigshafener Ruderverein von 1878 | Ernst Felle Otto Fickeisen Carl Lehle Hermann Wilker Franz Kröwerath (Steuermann)   | 6:14,0 min | Q    |
| 2    | Spanien         | Real Club de Regatas de Barcelona   | Juan Camps José Fórmica Ricardo Margarit Antonio Vela Orestes Quintana (Steuermann) | 6:38,4 min |      |
| 3    | Frankreich      | Club Nautique de France             | René Beslaud Léon Deslinières Peyronnie Saurel unbekannt (Steuermann)               | 6:40,0 min |      |

#### Halbfinale 2
| Rang | Nation      | Verein                       | Athleten                                                                                      | Zeit       | Anm. |
| ---- | ----------- | ---------------------------- | --------------------------------------------------------------------------------------------- | ---------- | ---- |
| 1    | Niederlande | Minerva Amsterdam            | Coenraad Hiebendaal Geert Lotsij Paul Lotsij Johannes Terwogt Hermanus Brockmann (Steuermann) | 6:02,0 min | Q    |
| 2    | Frankreich  | Club Nautique de Lyon        | Georges Lumpp Charles Perrin Daniel Soubeyran Émile Wegelin unbekannt (Steuermann)            | 6:06,2 min | Q    |
| —    | Frankreich  | Société Nautique de la Marne | Paul Cocuet Jules Demaré Clément Dorlia René Waleff unbekannt (Steuermann)                    | DNF        |      |

#### Halbfinale 3
| Rang | Nation          | Verein                                | Athleten                                                                                  | Zeit       | Anm. |
| ---- | --------------- | ------------------------------------- | ----------------------------------------------------------------------------------------- | ---------- | ---- |
| 1    | Deutsches Reich | Der Hamburger und Germania Ruder Club | Gustav Goßler Oscar Goßler Walther Katzenstein Waldemar Tietgens Carl Goßler (Steuermann) | 5:56,2 min | Q    |
| 2    | Frankreich      | Cercle de l’Aviron Roubaix            | Henri Bouckaert Jean Cau Émile Delchambre Henri Hazebrouck Charlot (Steuermann)           | 5:59,0 min | Q    |
| 3    | Deutsches Reich | Ruder-Club Favorite Hammonia          | Wilhelm Carstens Julius Körner Adolf Möller Hugo Rüster Max Ammermann (Steuermann)        | 6:03,0 min | Q    |
| 4    | Frankreich      | Club Nautique de Dieppe               | Angot Henri Delabarre Robert Gelée Maison unbekannt (Steuermann)                          | 6:20,0 min |      |

### Finale

#### Finale 1
| Rang | Nation          | Verein                       | Athleten                                                                           | Zeit       |
| ---- | --------------- | ---------------------------- | ---------------------------------------------------------------------------------- | ---------- |
| 1    | Frankreich      | Cercle de l’Aviron Roubaix   | Henri Bouckaert Jean Cau Émile Delchambre Henri Hazebrouck Charlot (Steuermann)    | 7:11,0 min |
| 2    | Frankreich      | Club Nautique de Lyon        | Georges Lumpp Charles Perrin Daniel Soubeyran Émile Wegelin unbekannt (Steuermann) | 7:18,0 min |
| 3    | Deutsches Reich | Ruder-Club Favorite Hammonia | Wilhelm Carstens Julius Körner Adolf Möller Hugo Rüster Egmont Zahn (Steuermann)   | 7:18,2 min |

#### Finale 2
| Rang | Nation          | Verein                                | Athleten                                                                                      | Zeit       |
| ---- | --------------- | ------------------------------------- | --------------------------------------------------------------------------------------------- | ---------- |
| 1    | Deutsches Reich | Der Hamburger und Germania Ruder Club | Gustav Goßler Oscar Goßler Walther Katzenstein Waldemar Tietgens Carl Goßler (Steuermann)     | 5:59,0 min |
| 2    | Niederlande     | Minerva Amsterdam                     | Coenraad Hiebendaal Geert Lotsij Paul Lotsij Johannes Terwogt Hermanus Brockmann (Steuermann) | 6:03,0 min |
| 3    | Deutsches Reich | Ludwigshafener Ruderverein von 1878   | Ernst Felle Otto Fickeisen Carl Lehle Hermann Wilker Franz Kröwerath (Steuermann)             | 6:05,0 min |